# Instituto Max Planck de Química Biofísica
O Instituto Max Planck de Química Biofísica (em alemão:  Max-Planck-Institut für biophysikalische Chemie (Karl-Friedrich-Bonhoeffer-Institut)) é uma instituição de pesquisa não universitária patrocinada pela Sociedade Max Planck (MPG), sediado em Göttingen.
É o único Instituto Max Planck que combina as três disciplinas clássicas das ciências naturais - biologia, física e química. Quando foi fundado em 1971, era inicialmente voltado para a pesquisa físico-química e foi expandido nos anos seguintes para incluir as áreas de pesquisa neurobiológica, bioquímica e biológica molecular.

## História
O instituto foi fundado em 1971 por iniciativa do ganhador do Prêmio Nobel Manfred Eigen, então diretor-gerente do Instituto Max Planck de Química Física. Com a fusão com o Instituto Max Planck de Espectroscopia em Göttingen, foi criado um dos maiores institutos da Sociedade Max Planck. Em homenagem a Karl Friedrich Bonhoeffer, o instituto recebeu um segundo nome em sua homenagem. O complexo do edifício foi projetado pelo arquiteto Walter Henn.
Embora o instituto, como todos os institutos Max Planck, conduza apenas pesquisa básica, foi o ponto de partida para start-ups de sucesso como Lambda Physik, DeveloGen, Evotec e Abberior. Os funcionários, o instituto e a Sociedade Max Planck também estão envolvidos no uso comercial de seus resultados por meio de patentes.
A história do instituto está associada a diversos prêmios por realizações científicas de destaque. Em 1967, Manfred Eigen (na época ainda diretor do Instituto Max Planck de Químico-Física) recebeu o Nobel de Química por seus estudos de reações químicas extremamente rápidas. Em 1991 Erwin Neher e Bert Sakmann receberam o Nobel de Fisiologia ou Medicina pelo estudo dos canais iônicos nas membranas das células nervosas. Em 2014 Stefan Hell recebeu o Nobel de Química pelo desenvolvimento da microscopia de fluorescência de alta resolução. Além do Prêmio Nobel, vários outros prêmios foram concedidos a cientistas do instituto.
Em 2021 o instituto anunciou a fusão planejada com o Instituto Max Planck de Medicina Experimental, também localizado em Göttingen.